# 테라 마리아나
테라 마리아나(라틴어: Terra Mariana, "마리아의 땅"에 대한 중세 라틴어), 또는 중세 리보니아나 고 리보니아(저지 독일어: Oolt-Livland, 리보니아어: Jemā-Līvõmō, 에스토니아어: Vana-Liivimaa, 라트비아어: Livonija)는 리보니아 십자군의 여파로 형성된 영토로, 현재의 에스토니아와 라트비아에 해당한다. 1207년 2월 2일 신성 로마 제국의 공국으로 설립되었으나, 1215년 교황 인노첸시오 3세가 이 공국을 교황청의 직할령으로 선포하면서 이 지위를 상실하였다.

## 대중문화
"테라 마리아나"는 역사 전략 게임 유로파 유니버설리스 4에서 달성 목표로 등장한다.

## 같이 보기
- 리보니아 왕국
- 북방십자군